# Об'єкт 278
Об'єкт 278 — радянський дослідний важкий танк. Створений у конструкторському бюро Ленінградського Кіровського заводу. Серійно не вироблявся.

## Історія створення
У 1955 році на конкурсних засадах у КБ ЛКЗ було розпочато роботи зі створення важкого танка нового покоління. Головним конструктором у напрямку був Жозеф Котін. Танк розроблявся у двох варіантах: з дизельним двигуном (Об'єкт 277) та з газотурбінним (Об'єкт 278). Роботи зі створення танка з дизельним двигуном очолив Н. М. Чистяков, роботи зі створення газотурбінного двигуна велися під керівництвом Н.М. Оглобліна.
Основними вимогами до нового танка були:
1. Маса: 52—55 т
2. Озброєння: 130-мм нарізна гармата
3. Початкова швидкість снаряда: 1000 м/с
4. Двигун потужністю: 1000 к.с.

У період з 1956 по 1957 роки на ЛКЗ було створено два дослідні зразки газотурбінного двигуна ВМД-1. У 1957 варіант машини з дизельним двигуном (Об'єкт 277) був продемонстрований Микиті Хрущову, проте перший секретар скептично ставився до нового танку, оскільки був противником традиційних систем озброєння. В результаті, до 1960 всі роботи по «Об'єкту 277» були закриті, а дослідний зразок «Об'єкта 278» не був добудований.

## Опис конструкції

### Броньовий корпус та башта
Об'єкт 278 розроблений на базі вузлів та агрегатів важких танків ІС-7 та Т-10. Корпус зварний, лобова частина лита. По бортах використовуються гнуті листи зі змінним перерізом. Днище корпусу має коритоподібну конструкцію. Башта, як і лобова частина корпусу, лита.

### Озброєння
Як основне озброєння Об'єкта 278 використовувалася 130-мм нарізна гармата М-65. Гармата мала двоплощинний стабілізатор «Гроза» та напівавтоматичний механізм заряджання касетного типу з електроприводом. Боєкомплект складав 35 пострілів.
Додатково з гарматою було спарено 14,5-мм кулемет КПВТ. Боєкомплект складав 800 набоїв.

### Засоби спостереження та зв'язку
Об'єкт 278 оснащувався стереоскопічним прицілом-далекоміром ТДП-2С, для здійснення наведення в нічних умовах був приціл ТПН-1.
Із засобів зв'язку була радіостанція Р-113.

### Двигун та трансмісія
Як силова установка використовувався газотурбінний двигун ВМД-1 потужністю 1000 к.с. При масі 53,5 тонни двигун був здатний забезпечувати максимальну швидкість танка в 57,3 км/год.

### Ходова частина
На Об'єкті 278 за аналогією з Об'єктом 277 використовувався гусеничний рушій з гусеницями з металевим шарніром закритим. З кожного борту встановлювалося по 8 опорних і 4 котки, що підтримують. Підвіска застосовувалася торсіонна, на 1, 2, 7 і 8 вузлах були поршневі гідроамортизатори.

### Спеціальне обладнання
Так само як і Об'єкт 277, Об'єкт 278 був оснащений системами протиатомного захисту, термодимовою апаратурою, системою очищення приладів спостереження та обладнанням підводного водіння.